# Le Jardin du paradis (film, 1917)
Cet article concerne le film de Fred J. Balshofer de 1917. Pour le conte d'Andersen, voir Le Jardin du paradis.

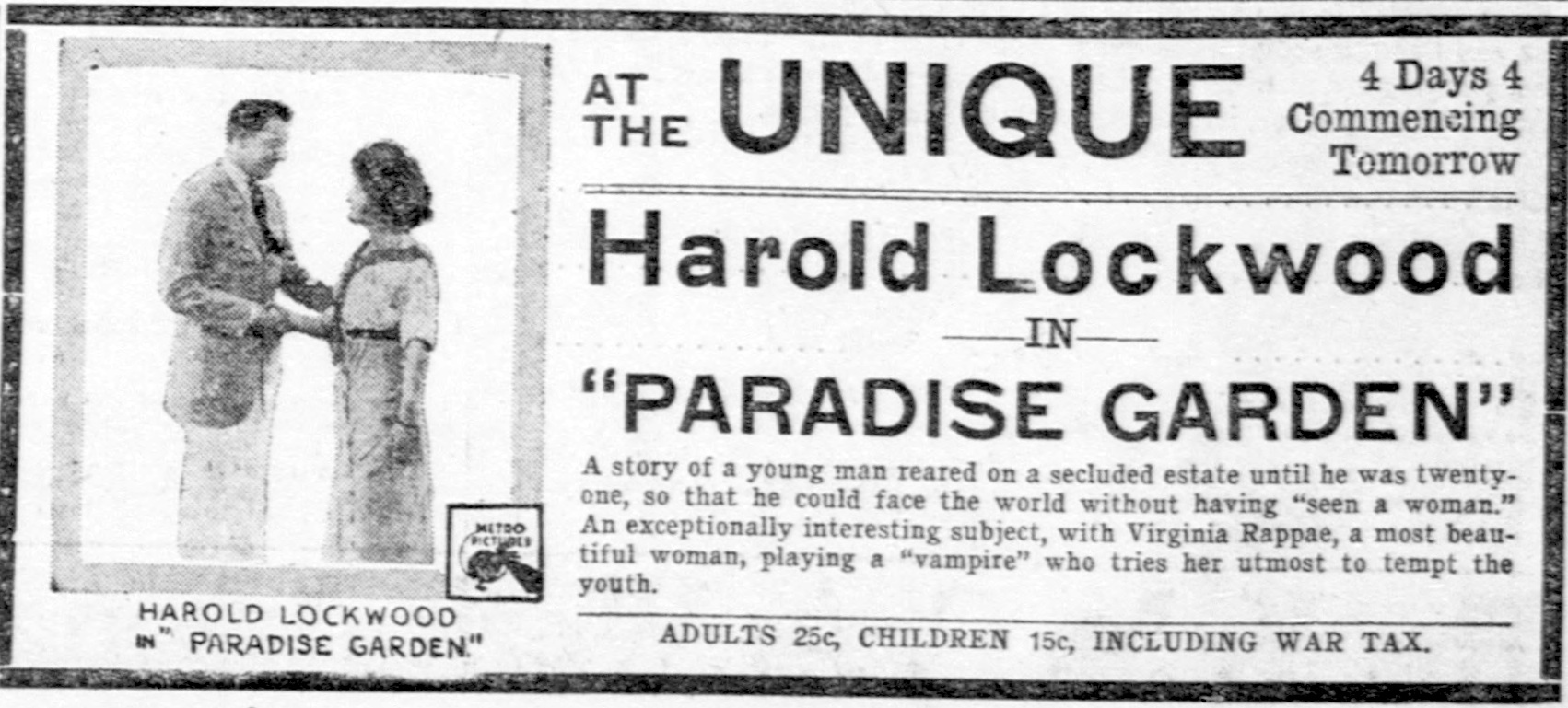
Encart publicitaire pour le film (1917).

Le Jardin du paradis (titre original : Paradise Garden) est un film américain réalisé par Fred J. Balshofer et sorti en 1917.

## Fiche technique
- Titre original: Paradise Garden
- Réalisation : Fred J. Balshofer
- Scénario : Richard V. Spencer et Fred J. Balshofer d'après un roman de George Gibbs
- Photographe : Tony Gaudio
- Pays : USA
- Production : Yorke Film Corp.
- Distribution : Metro Pictures Corp.
- Genre : Comédie
- Durée : 50 minutes
- Date de sortie : 
  - États-Unis : 1er octobre 1917

## Distribution
- Harold Lockwood : Jerry Benham
- Vera Sisson : Una Habberton
- Virginia Rappe : Marcia Van Wyck
- William Clifford : Roger Canby
- Lester Cuneo : Jack Ballard
- G. Sprotte : Henry Ballard
- Catherine Henry : Miss Gore
- George Hupp : Jerry Benham enfant
- Olive Bruce